# Кирил Новојезерски
Преподобни Кирил Новојезерски и новгородски (4. фебруара 1481. - 4. фебруара 1532) - јеромонах, оснивач Кирило-Новојезерског манастира, Руске православне Цркве у лику преподобних. Прославља се  4. фебруара и 7. новембра по јулијанском календару.
Рођен у Галичу. Потекао је из племићке породице Беликх. У 15-тој година отишао је тајно у манастир. Након неког времена пронашли су га родитељи који су га сматрали већ мртвим. Они су, по узору на свог сина, такође прихватили монаштво, дарујући део свог богатства манастиру монаха Корнелија комељског.
После смрти својих родитеља преподобни Кирил се стаде још усрдније подвизавати, слажући труд на труд, радећи и у кухињи, и у пекари, и проходећи сва манастирска послушања. Стремећи ка вишем савршенству, преподобни Кирил одлучи да проводи пустињачки живот по непроходним шумама. Отуда је с времена на време долазио у крајеве Новгородске и Псковске, и тамо се поклањао светим местима, молећи Господа да му укаже место за сталан боравак.
У житијама стоји да му се у сну јавила Богородица и наредила му да иде ка Новом Језеру. Са Кобилине Горе преподобни је угледаа усред језера Красно Острво, обрасло шумом. На том острву је угледаа огњени стуб на где се сада налази манастир. Тамо је прво направио две мале цркве: једну у име Васкрсења Христова, а другу - у име Пречисте Богородице Одигитрије (Путеводитељке).
За време свога боравка на острву преподобни се ревносно подвизавао у посту и молитви, подносећи многа искушења и невоље. У току времена око преподобног Кирила се сабрало много братије, и на Красном Острву је основао манастир, познат под именом Новојезерски манастир.
Тамо је доживео дубоку старост. Пред своју смрт преподобни претсказа о несрећама које ће задесити Руску земљу.